# Bahnhof Dar es Salaam Tazara
Der Bahnhof Dar es Salaam Tazara (Swahili Kituo cha reli ya Bongo Tazara) ist ein Kopfbahnhof in der tansanischen Stadt Daressalam und der Endbahnhof der kapspurigen Tanzania–Zambia Railway (Tazara).

## Architektur
Das vom Ministerium für Eisenbahnen der Volksrepublik China entworfene und 1976 erbaute Empfangsgebäude wurde für eine Fallstudie ausgewählt, um den Baustil des chinesischen Modernismus als Alternative zum westlich beeinflussten Modernismus in Afrika aufzuzeigen. Die riesige Halle hat große Fenster und lindgrüne Wände. In der Halle sind die zentrale Treppe und Sitzbereiche.
Auf einer Tafel am Bahnhof steht: “Tazara: A monument to China-Africa friendship” (deutsch: „Tazara: Ein Denkmal für die chinesisch-afrikanische Freundschaft“).

## Verkehr
Der Bahnhof wird ausschließlich im Personenfernverkehr der Relation Dar es Salaam–Kitadu–Mbeya–Kasama–Lusaka bedient, in der Regel von einem Zugpaar pro Tag. Dies lässt sich auf die wenig ausgebaute Eisenbahninfrastruktur Tansanias zurückführen, weshalb der Personenfernverkehr dort in erster Linie mit Fernbussen durchgeführt wird. Anschluss an den Öffentlichen Personennahverkehr in Daressalam in der Umgebung des Bahnhofs bieten mehrere Daladala-Kleinbus-Linien, an einer Erweiterung des Mwendokasi-Metrobusnetzes in der unmittelbaren Nähe des Bahnhofs wird gearbeitet.